# Пол Брейсвелл
Пол Брейсвелл (англ. Paul Bracewell, нар. 19 липня 1962, Гесволл, Англія) — англійський футболіст, що грав на позиції півзахисника. По завершенні ігрової кар'єри — тренер.
Виступав, зокрема, за клуби «Сток Сіті», «Евертон» та «Ньюкасл Юнайтед», а також національну збірну Англії.
Дворазовий чемпіон Англії. Володар Кубка Кубків УЄФА.

## Клубна кар'єра
Вихованець футбольної школи клубу «Сток Сіті». Дорослу футбольну кар'єру розпочав 1979 року в основній команді того ж клубу, в якій провів чотири сезони, взявши участь у 129 матчах чемпіонату. Більшість часу, проведеного у складі «Сток Сіті», був основним гравцем команди.
Протягом 1983—1984 років захищав кольори команди клубу «Сандерленд».
Своєю грою за останню команду привернув увагу представників тренерського штабу клубу «Евертон», до складу якого приєднався 1984 року. Відіграв за клуб з Ліверпуля наступні п'ять сезонів ігрової кар'єри. За цей час двічі виборював титул чемпіона Англії, ставав володарем Кубка Кубків УЄФА.
Протягом 1989—1992 років знову захищав кольори команди клубу «Сандерленд».
1992 року уклав контракт з клубом «Ньюкасл Юнайтед», у складі якого провів наступні три роки своєї кар'єри гравця. Граючи у складі «Ньюкасл Юнайтед», також здебільшого виходив на поле в основному складі команди.
Протягом 1995—1997 років утретє був гравцем «Сандерленда».
Завершив професійну ігрову кар'єру у клубі «Фулгем», за команду якого виступав протягом 1997—1999 років.

## Виступи за збірні
Протягом 1982—1984 років залучався до складу молодіжної збірної Англії. На молодіжному рівні зіграв у 13 офіційних матчах.
1985 року провів три матчі у складі національної збірної Англії.

## Кар'єра тренера
Розпочав тренерську кар'єру, ще продовжуючи грати на полі, 1998 року, увійшовши до тренерського штабу клубу «Фулгем».
1999 року став головним тренером команди «Фулгем», тренував лондонський клуб один рік.
Протягом тренерської кар'єри також очолював команду клубу «Галіфакс Таун».
Наразі останнім місцем тренерської роботи був клуб «Сандерленд», в якому Пол Брейсвелл був спочатку головним тренером молодіжної команди, а згодом одним з тренерів головної команди протягом 2013—2017 років.

## Досягнення
- Чемпіон Англії (2):

«Евертон»: 1984-85, 1986-87
- Володар Кубка Кубків УЄФА (1):

«Евертон»: 1984-85